# Hvízdalka bolivijská

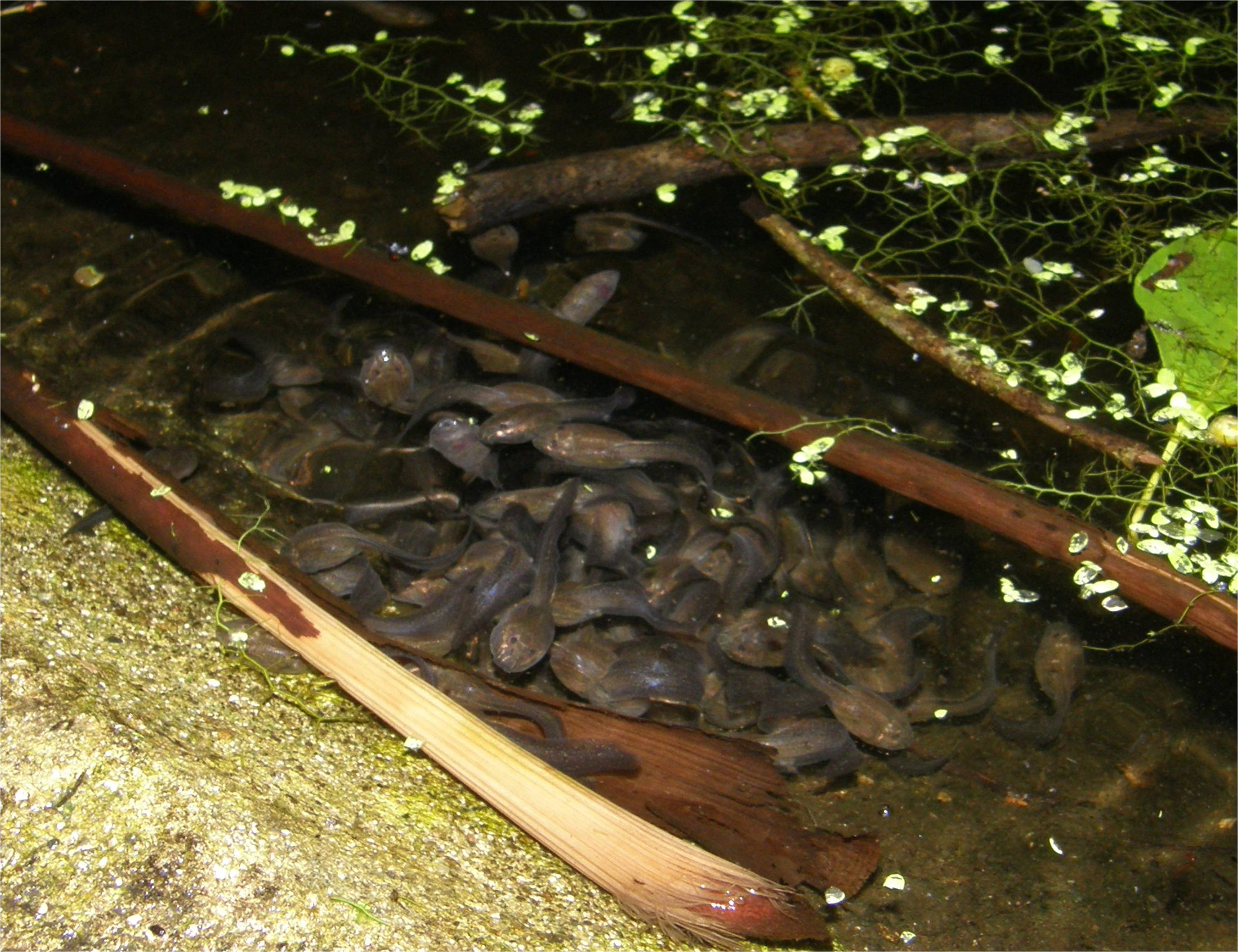
Pulci hvízdalky bolivijské

Hvízdalka bolivijská, známá také jako hvízdalka hranatá (Leptodactylus bolivianus, syn. Cystignathus ocellatus, Leptodactylus [Pachypus] bolivianus, Leptodactylus insularum, Leptodactylus ocellatus, Leptodactylus romani a Rana ocellata) je hvízdalkovitá žába náležící do rodu Leptodactylus. Popsal ji George Albert Boulenger v roce 1898.

## Výskyt
Obývá Střední a Jižní Ameriku, ve Střední Americe osídlila například Kostariku, Panamu či Nikaraguu, v Jižní Americe potom žije v západní Brazílii, na jihu Venezuely, v jihovýchodní části státu Kolumbie, v Surinamu, Bolívii a dalších zemích. Lze ji najít až do nadmořské výšky 1 400 m n. m. Žije hlavně v oblastech, ve kterých jsou stálé vodní nádrže, může obývat například otevřené travnaté plochy, lesy (včetně sekundárních), bažiny i rýžová políčka.

## Popis
Samičky tohoto středně velkého až velkého druhu dosahují velikosti zhruba 85,3 mm, samci až 104,6 mm. Samci mají zvětšené přední končetiny, což pravděpodobně usnadňuje páření. Hvízdalka bolivijská má světlehnědé až hnědé zbarvení, s tmavšími skvrnami na končetinách. Spodek těla je velmi světlý.
Tato žába je aktivní v noci. Kvákání samců se skládá 1–2 krátkých, frekvenčně modulovaných tónů. Volání začíná na nízké frekvenci (130 – 200 Hz) a zvyšuje se až na 730 – 780 Hz. Samotné rozmnožování nebylo řádně prostudováno. Probíhá v období dešťů, vajíčka samice ukládá do pěnového obalu na vodní hladinu. Vylíhnutí pulci se vyvíjejí v mělkých vodních nádržích. Podle studie z roku 1988 může samice mláďata přesouvat na jiná místa pomocí signálů posílaných vodou. Je možné, že se tak snaží přesunout svá mláďata do oblastí s hlubší vodou, anebo je tak chrání před útoky predátorů.
Na druhu parazituje zástupce čeledi Euglenamorphaceae Hegneria leptodactyli.

## Ohrožení
Mezinárodní svaz ochrany přírody hodnotí hvízdalku bolivijskou jako málo dotčený druh, protože má velkou a stabilní populaci obývající rozsáhlý areál výskytu (včetně chráněných areálů). Nevadí jí ani znečištěné vody a velké hrozby nejsou známy – pouze místní obyvatelé mohou žáby lovit.